# Liste der monegassischen Regierungsräte für Außenbeziehungen
Diese Liste verzeichnet die für Außenbeziehungen und Zusammenarbeit zuständigen Mitglieder des Regierungsrats (Conseil de gouvernement) des Fürstentums Monaco. 
Das Departement für Außenbeziehungen (Département des Relations Extérieures) wurde 2005 von Fürst Rainier III. nach dem Abschluss eines neuen Freundschafts- und Zusammenarbeitsvertrags mit Frankreich eingerichtet. Zuvor war nach dem Freundschafts- und Schutzvertrag von 1918 Frankreich zum größten Teil für die Außenpolitik Monacos zuständig.
| Antritt          | Abgang            | Regierungsrat    | Leben       | Partei    | Regierung                            |
| ---------------- | ----------------- | ---------------- | ----------- | --------- | ------------------------------------ |
| 1. Februar 2005  | 2006              | Rainier Imperti  | 1944 – 2009 |           | Regierung Leclercq, Regierung Proust |
| 2006             | 1. Juni 2007      | Henri Fissore    | * 1953      |           | Regierung Proust                     |
| 1. Juni 2007     | 20. Juni 2008     | Jean Pastorelli  | * 1942      |           | Regierung Proust                     |
| 20. Juni 2008    | 31. Dezember 2010 | Franck Biancheri | * 1960      |           | Regierung Proust, Regierung Roger    |
| 1. Januar 2011   | 22. Februar 2015  | José Badia       | * 1945      |           | Regierung Roger                      |
| 23. Februar 2015 | 21. Oktober 2019  | Gilles Tonelli   | * 1957      | parteilos | Regierung Roger, Regierung Telle     |
| 21. Oktober 2019 | 17. Januar 2022   | Laurent Anselmi  | * 1962      |           | Regierung Telle, Regierung Dartout   |
| 17. Januar 2022  | amtierend         | Isabelle Berro   | * 1965      |           | Regierung Dartout                    |